# Gösta Franzén
Knut Gösta Franzén, född 14 juni 1906 i Drothems församling, Östergötlands län, död 14 augusti 2002 i Uppsala, var en svensk språkforskare.
Franzén avlade studentexamen 1925 och blev därefter student vid Uppsala universitet, där han avlade filosofie kandidatexamen 1927 och filosofie licentiatexamen
1932. Han promoverades till filosofie doktor 1937 och var docent i svensk ortnamnsforskning där 1937–1944. Franzén var 1944–1974 verksam som professor i nordiska språk och litteratur vid University of Chicago i Förenta staterna. Bland hans skrifter märks Vikbolandets by- och gårdsnamn 1 (1937), en översikt över Sveriges ortnamn i Nordisk kultur 5 (1939), Amerikansk kateder och svensk (1947) och Svenskstad i Västindien – Gustavia på Saint Barthélemy i språk- och kulturhistorisk belysning (1974).